# Mrkomir Prvi
Mrkomir Prvi (poznata i kao Mrkomir I.) hrvatska je humoristična televizijska serija koja se prikazuje na programu HTV 1 od 19. prosinca 2021. Pilot epizoda pod nazivom Novogodišnja epizoda prikazala se 31. prosinca 2020. na HTV 2. Serija se prikazuje u BiH na Federalnoj televiziji od 17. srpnja 2023.
Peta sezoona započela je sa snimanjem sredinom kolovoza a prikazivanje najavljeno je za jesen 2025.

## Pregled serije
Pilot epizoda u režiji Snježane Tribuson premijerno je prikazana 31. prosinca 2020. na Drugom programu HRT-a. Prva sezona prikazana je od 19. prosinca 2021. do 13. ožujka 2022. do 16. lipnja 2023.
Druga sezona premijerno je prikazala prvu epizodu kao specijal 31. prosinca 2022., a preostale epizode krenula je s prikazivanjem od 3. veljače do 16. lipnja 2023.
Treća sezona krenula je s prikazivanjem 24. studenoga 2023. svakog petka, s pokojim stankama radi Zlatnog studia 2024. 9. veljače, Dore 2024. 22. veljače, Večernjakove ruže 2023. 22. ožujka, Uskrsa 29. ožujka, Parlamentarnih izbora 12. travnja i Zagrebačkog festivala 19. travnja. Trinaesta epizoda se prikazala 16. veljače umjesto dvanaeste koja se prikazala 1. ožujka.
Četvrta sezona krenula je s prikazivanje od 2. listopada 2024.
| Sezona | Sezona           | Epizode          | Prvo prikazivanje   | Prvo prikazivanje  |
| Sezona | Sezona           | Epizode          | Premijera           | Finale             |
| ------ | ---------------- | ---------------- | ------------------- | ------------------ |
|        | Pilot (Specijal) | Pilot (Specijal) | 31. prosinca 2020.  | 31. prosinca 2020. |
|        | 1.               | 13               | 19. prosinca 2021.  | 13. ožujka 2022.   |
|        | 2.               | 20               | 31. prosinca 2022.  | 16. lipnja 2023.   |
|        | 3.               | 20               | 24. studenoga 2023. | 17. svibnja 2024.  |
|        | 4.               | 20               | 2. listopada 2024.  | 12. ožujka 2025.   |
|        | 5.               | –                | jesen 2025.         | 2026.              |

- Najbolje epizode iz sezone

| 1. Mrkomir provodi pravdu 2. Mrkomir i blagdani 3. Mrkomirov Gambit 4. Mrkomir ide na odmor 5. Mrkomir i čudesni eliksir 6. Mrkomir u boljem svjetlu 7. Mrkomir i kreditna omča 8. Mrkomir i novo oružje 9. Mrkomir i ljubavni napitak 10. Mrkomir obnavlja kneževinu 11. Mrkomir i kamen mudraca 12. Mrkomir i igre na sreću 13. Mrkomir i voće razdora | 1. Mrkomir i transfer stoljeća (specijal) 2. Mrkomir uvodi novu valutu 3. Mrkomir i zbrinjavanje otpada 4. Pedeset nijansi Mrkomira 5. Mrkomir i sportski duh 6. Mrkomir i ravnopravnost spolova 7. Mrkomir nosi naočale 8. Opsada ili nikada 9. Mrkomir i lažni rat 10. Mrkomir i pali anđeo 11. Mrkomir u paklu ovisnosti 12. Mrkomir i modna napetost 13. Mrkomir omiljen u narodu 14. Mrkomir i đavolji izum 15. Mrkomir i meteorologija 16. Mrkomir i sraz kreposti 17. Mrkomir i glas razuma 18. Mrkomir i izručenje Slavomira 19. Mrkomir i zmaj 20. Mrkomirove kućne čarolije | 1. Mrkomir i nova zabava 2. Mrkomir se kulturno uzdiže 3. Mrkomir i demon s Čikole 4. Nema mira za Mrkomira 5. Mrkomir i super kmet 6. Mrkomir i Anušino kemijanje 7. Mrkomir i dangubica iz Kambelovca 8. Mrkomir i prodaja grijeha 9. Mrkomir i kviz 10. Mrkomir i povratak poganina 11. Mrkomir se ispričava 12. Mrkomir i hladni rat 13. Mrkomir i fatalna ljubav 14. Mrkomir i doček reprezentacije 15. Mrkomir i APN krediti 16. Mrkomir i slobodni zidari 17. Mrkomir stvara neprijatelje od 872. 18. Mrkomir protiv bande maskiranih osvetnika 19. Mrkomir i komedija 20. Mrkomir i poticaji za povratak u domovinu | 1. Mrkomir piše povijest 2. Mrkomir i neradna nedjelja 3. Mrkomir i medvjed 4. Mrkomir i inflacija 5. Mrkomir u vodi do grla 6. Mrkomir i umijeće vladanja 7. Mrkomir i komunizam 8. Mrkomir i manje zlo 9. Mrkomir i ukleto blago 10. Mrkomir i robot 11. Mrkomir i osnove ekonomije 12. Mrkomir i legenda o Krivomiru 13. Mrkomir i dan kneževine 14. Mrkormir i pjesma Frankovizije 15. Mrkomir i petak trinaesti 16. Mrkomir se razvodi 17. Mrkomir i pučanin Kane 18. Mrkomirova epidemija popustljivog odgoja 19. Mrkomir i janjeća prehlada 20. Mrkomir i gospodarski pojas |

1. ↑  Dvanaesta epizoda, treće sezone prikazala se 1. ožujka 2024.
2. ↑  Trinaesta epizoda, treće sezona prikazala se 16. veljače 2024.

## Glumačka postava

### Glavna glumačka postava
| Glumac          | Lik                                                               |
| --------------- | ----------------------------------------------------------------- |
| Goran Navojec   | Mrkomir, knez                                                     |
| Ozren Grabarić  | Slavomir, peharnik i šef kneževske obavještajne agencije (K.O.A.) |
| Ecija Ojdanić   | Anuša, knezova supruga                                            |
| Paško Vukasović | Krivomir, knezov vanbračni sin                                    |
| Roko Sikavica   | Držiha, svećenik i knezov duhovni pouzdanik                       |
| Mirna Mihelčić  | Maruša, knezova kći                                               |
| Marinko Prga    | Želimir, sluga (sezona 1)                                         |

### Gostujuća glumačka postava

##### Peta sezona
| Glumac        | Lik |
| ------------- | --- |
| Zoran Čubrilo |     |
| Filip Radoš   |     |
| Ivana Gulin   |     |
| Dušan Bućan   |     |
| Lara Nekić    |     |
| Draško Zidar  |     |

## Odjavna pjesma
Odjavnu pjesmu izvodi Saša Antić, a tekst je sljedeći:
„Gledali ste Mrkomira, Hrvatinu, našeg sina!
Oduvik je bio slika i prilika, naša dika!
Povijest može bit' ovaka il' onaka, 'ko će znat.
Istina vam ionako vrlo često diže tlak!
Ajdeee – ej!
Oj! I kad ne zna šta da kaže, Mrkomir u trenu slaže!
A kad krade, krade vješto, otkrit to se može teško!
Boga moli i kad griješi, i od svih je vjernik veći.
S vlasti pasti nikad neće, ljudi moji, nema mu srećeee – ej!”

## Snimanje
Snimanje pilot epizode se odvijalo krajem 2019. prije epidemioloških mjera a budžet je bio 500 000 kuna. Snimalo se u Čavlima, Ribniku, Grobniku, Koprivnici, a interijer u dvorcu Ribnik. Prva sezona se snimala od 21. lipnja do kraja kolovoza 2021.
Snimanje druge sezone trajalo je od rujna do studenoga 2022. godine, kako je i najavio u srpnju iste godine glumac Ozren Grabarić. Osim snimanja u samom studio Jadran film-a, snimalo se i na lokacijama Medvedgrada, Grobnika, Ribnika i centra Zagreba. Treća sezona počela se snimati  5. srpnja 2023., a snimala se do 3. rujna. Četvrta sezona snimala se od lipnja 2024. do predkraj srpnja 2024. Sredinom kolovoza 2025. započelo je snimanje pete sezone.

## Međunarodna prikazivanja
| Država              | Televizija | Sezona | Premijera        | Finale             |
| ------------------- | ---------- | ------ | ---------------- | ------------------ |
| Bosna i Hercegovina | FTV        | 1.     | 15. srpnja 2023. | 26. kolovoza 2023. |

## Igra
U veljači produkcijska kuća Interfilm objavljuje na pametnim telefonima operacijskog sustava Android, igru kviza znanja Kvizomir o seriji Mrkomir Prvi.

## Vanjske poveznice
- Mrkomir Prvi u internetskoj bazi filmova IMDb-a